# Julius Keilwerth

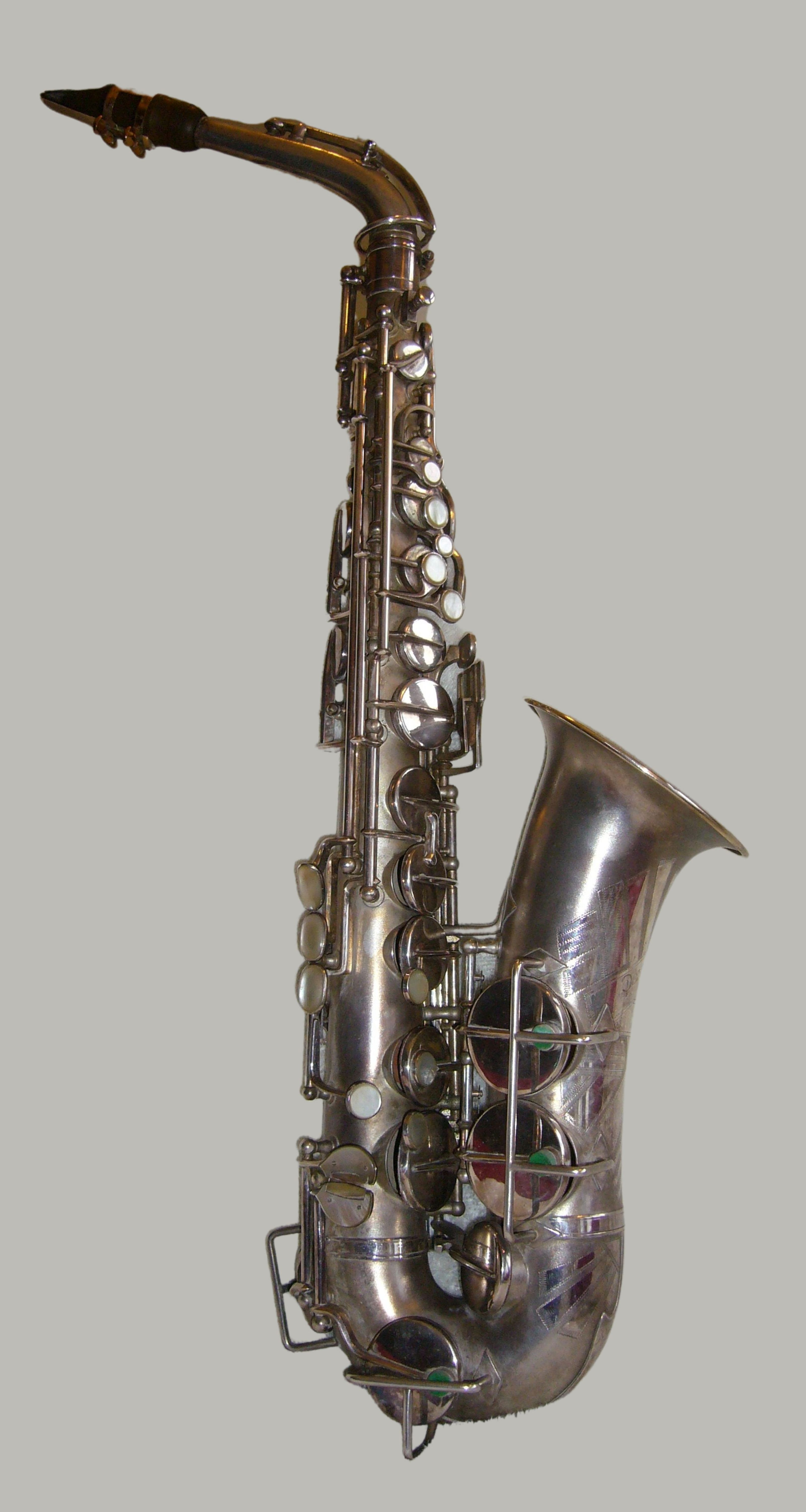
Saxofone alto 'Selmer Pennsylvania Special' banhado a prata, um saxofone “stencil” fabricado pela Kohlert na Tchecoslováquia, por volta da década de 1930. Ele tem orifícios de tom enrolados, como um saxofone Conn pré-1947.

A Julius Keilwerth é uma empresa Alemã que fabrica saxofones desde 1925.

## História da companhia

### Início da história
Johann Baptist Keilwerth (1873 - ), é o primeiro membro da família Keilwerth a se aventurar na fabricação de instrumentos musicais. Em 1903, aos 30 anos de idade Johann foi aprendiz na fabricação de instrumentos de sopro na oficina de Vinzenz Riedl em Kraslice (Graslitz em alemão). Em 1908 Johann já trabalhava para o Luthier para Franz Than em Sudetenland (atualmente parte da República Checa), essa região era conhecida na época como “Klingende Taeler” Vale Sonoro, essa fama vinha do fato da grande ocupação da área por fabricantes de instrumentos musicais, chegando a marca de 59 companhias entre 1914 e 1938.
Johann teve 4 filhos, Josef, Richard, Julius e Max, todos aprenderam o ofício do pai na fabricação de instrumentos musicais. Aos 47 anos Johann começou a fabricar clarinetes e fundou a sua própria empresa, a Keilwerth. Hoje a Keilwerth é chamada de Richard Keilwerth Musik-GmbH & Co. A companhia é atualmente administrada por Thomas Keilwerth, bisneto de Johann, e fabrica saxofones, clarinetes e flautas transversais.

### Fundação da companhia na Checoslováquia (1925 - 1947)
Em 1914, Julius Keilwerth (1894-1962) foi contratado para trabalhar na V. F. Kohlert & Sons, importante fabricante de saxofones da época, onde trabalhou até ser chamado para servir na Primeira Guerra Mundial. Ao fim da guerra Julius retornou e passou a trabalhar para o fabricante de clarinetes Friedrich Schimmer. Em 1920 Julius começou a montar os primeiros saxofones em casa com partes fornecidas pelo fabricante de saxofones Oscar Adler. Em 1925 Julius fundou sua própria empresa a Julius Keilwerth Saxophones. Tão grande era a visão deste empreendedor, que em 1930 Julius já havia construído sua própria fábrica de instrumentos em Kraslice, e apesar da crise econômica mundial de 1937, Keilwerth continuou a expandir seus negócios mundo afora.
Em 1938 a Julius Keilwerth era a maior fabricante de saxofones da região, tendo 150 colaboradores e exportando 2.024 saxofones para mais de 22 países. Nos primeiros anos da companhia Julius procurava produzir saxofones com a melhor qualidade possível para a época, por isso fabricava todos os acessórios para os seus instrumentos como: cases, palhetas, boquilhas, sapatilhas, etc...
A cidade de Kraslice fica localizada na fronteira entre Alemanha e a antiga Checoslováquia, esse fato influenciou diretamente a produção de instrumentos musicais naquela região durante a Segunda Guerra Mundial.
A assinatura do Acordo de Munique em setembro de 1938 deixou a cidade em plena zona de tensão, centenas de Tchecos foram expulsos da região. 
Em março de 1939 Hitler desrespeitou o tratado e ocupou todo o país.
Primeiros modelos
Os primeiros saxofones fabricados em Kraslice eram nomeados de King e Toneking. Estes saxofones tinham as chaves da campana divididas no lado esquerdo e direito do instrumento, e quando fabricados saiam da linha de produção com 98 versões. Entre as versões havia instrumentos mais básicos, sem laqueado e desenhos na campana, e versões mais completas com banho de ouro e perolado.
As versões de saxofones fabricadas eram as seguintes:
- Soprano: 20 variações
- Alto: 22 variações
- Tenor: 22 variações
- Barítono: 24 variações
- Baixo: 10 variações

A J.K. nunca fabricou saxofones em Dó (C Melody), e todos os J.K. são afinados em A=440.
Os modelos e características dos saxofones J.K. da época eram as seguintes:
- Modell L: Modelo mais básico, sem roletes de madrepérola.
- Modell IV: Modelo simples, porém com botões e roletes em madrepérola.
- Modell III: Alguns possuem a chave recurso Fá frontal; Eram fabricados com "drawn tone holes" e "rolled tone holes"; Possuía micro afinador no tudel, e botões em madrepérola.
- Modell II AKA Amerikanisches Modell: Esse modelo intermediário possuía as mesmas características do Modell III,  porém havia alguns adicionais de fábrica no saxofone como um recurso já extinto nos modelos modernos de sax chamado de "G# trill key", o qual consiste em uma chave de trinado para o Sol sustenido localizada próxima a chave do Fá natural; e a guarnição da volta inferior da campana foi reforçada.
- Modell I: Considerado o modelo profissional da J.K., este tinha todas as características do Modell II, porém possuía um recurso já extinto chamado "Fork Eb", que consistia em um Mi bemol que era acionado com as chaves 1 e 3 da mão esquerda do saxofonista; roletes de madrepérola e guarda chave da campana no lado esquerdo.
- Modell Soloist: Igual ao Modell I, mas com acabamento extra em madrepérola.

Ao contrário de muitos fabricantes locais da época, Julius optou por não construir saxofones seguindo os padrões franceses  French-style, ao invés disso seus saxofones seguiam o padrão americano de construção American-style, com calibre mais grosso. Esse fato é notado no Modell II que carregava em seu sobrenome Amerikanisches Modell, ou seja modelo americano. Esse fato foi considerado apenas como uma jogada de marketing da época, pois todos os modelos eram construídos iguais, apenas diferiam em seus acabamentos e recursos.
Com o passar do tempo Julius diminuiu o número de variações oferecidas em seus saxofones, e realizou melhorias nas variações restantes. Os modelos mais básicos, Modell L e Modell IV saíram de linha, e em todos os modelos restantes o Si bemol grave foi passado para o lado direito junto ao Si grave.
Durante e imediatamente após a Segunda Guerra Mundial
Com a ocupação da Checoslováquia pela Alemanha Nazista em março de 1939, e o desenrolar da guerra a maior parte dos fabricantes de instrumentos musicais da região fecharam ou tiveram que converter suas fábricas de instrumentos em fábricas nazistas, produzindo principalmente componentes aeronáuticos e chapas metálicas. Não se tem muitos dados históricos da J.K. entre 1938 e 1945, mas o fato da produção de saxofones não cessar neste período é um forte indício que a J.K. não fabricou equipamentos bélicos.
Com o fim da guerra em maio de 1945 os alemães étnicos foram expulsos da Checoslováquia, gerando assim uma grande escassez de mão de obra, com isso em setembro do mesmo ano os principais fabricantes de instrumentos musicais Julius Keilwerth, Kolhert, Huller e outros menores se reuniram, juntaram os empregados Checos restantes, e fundaram a Cooperativa dos Fabricantes de Instrumentos Musicais, a qual foi chamada de "AMATI". A Amati funcionava nas instalações da J.K., fabricando saxofones com a marca JKG. 
A J.K. neste período esporadicamente montava stencils para outros fabricantes, tais como a Austríaca Musica Steyr
Em 1946 se deu o inicio a ocupação comunistas na Checoslováquia, levando assim a expulsão dos últimos alemães étnicos da região, e nacionalização de toda a industria, incluindo a Amati. Julius e parte de sua família teve que deixar Kraslice e tudo para trás, pertences, saxofones e equipamentos.
Em 1948 a Amati era 100% controlada pelo Estado Soviético, esta continuava fabricando saxofones com o logo JKG, comercializar o modelo Toneking, e mantinha os mesmos seriais da J.K.. Esse fato causa até hoje problemas no reconhecimento e datação dos sax Amati e Julius Keilwerth desta época. A Amati seguiu este modelo de fabricação até 1955.
O irmão de Julius, Richard Keilwerth trabalhou para a Amati até 1949.

### Reabertura da companhia na Alemanha (1947 - 1962)
No final de 1946 Julius Keilwerth e sua família mudaram-se para Nauheim, Alemanha, e para não deixar de praticar seu ofício Julius montou uma pequena oficina para reparo de saxofones na cozinha de uma padaria da cidade, onde ele trabalhava junto a mais 5 funcionários.
A nova Julius Keilwerth foi fundada em 19 de janeiro de 1947, e  dois anos depois Julius já trabalhava em uma oficina maior com 80 pessoas, sendo parte destes empregados funcionários da  antiga J.K. em Kraslice. A nova fábrica produzia saxofones, trompetes, trombones, e realizava reparos em todos os tipos de instrumentos musicais.
Durante toda a sua trajetória Julius sempre foi auxiliado por seu filho Josef Keilwerth (1919 - 1982). Josef assim como o pai era um excelente luthier, sendo que quando ainda estavam na Checoslováquia Josef foi gerente da unidade da J.K. em Kraslice.
Os primeiros Julius Keilwerth fabricados na Alemanha
Os primeiros saxofones construídos em Nauheim não possuíam tanta qualidade quanto os de Kraslice, isso ocorria pelo fato de Julius não possuir os materiais e equipamentos adequados na nova fábrica Alemã. Os saxofones feitos na Alemanha tinham as chaves da campana do lado esquerdo, simples guarda chaves de metal sem adornos, "tone holes" soldados ao corpo do instrumento, e não mais perfurados e moldados, esse fato ocorrera pois "tone holes" soldados são mais simples de serem fabricados, e não necessitam de equipamentos especializados como os para "tone holes" perfurados e moldados.
O modelo inicial foi nomeado de The New King, seu entalhe da campana foi remodelado, porém o logo JK Trade Mark, The Best in the World foi mantido.
Batalha judicial
No começo de 1950 foi travada uma batalha judicial entre a Julius Keilwerth e a Amati pelo direito do uso do nome Toneking. A Amati afirmava que possuía os direitos legais de usar o nome, pois eles eram os sucessores legítimos da empresa de Kraslice.
Em 1955 a Corte de Justiça Europeia de Haag decidiu por dar o direito do uso exclusivo do nome Toneking a Julius Keilwerth. A partir desta data disputas entre a J.K. e Amati cessaram, e em meados dos anos de 1960 a J.K. chegou a cooperar com o competidor Checo.
A despedida do fundador
No ano 1962 a Julius Keilwerth ficou órfã de seu fundador. Julius morreu aos 68 anos de idade em Nauheim, deixando um grande legado, um exemplo de determinação e empreendedorismo. A partir de 1962 a companhia foi assumida por seu filho Josef.

## Fabricação de "Stencils"

### Início
Um "stencil" é uma termo especificamente usado no mundo dos saxofones para se referir a um instrumento construído por um grande fabricante de instrumentos para outra empresa ou loja. A partir de 1915 houve um grande movimento nos Estados Unidos em prol dos "stencils", isso gerou um aquecimento dos fabricantes europeus, e a fixação deste seguimento na indústria de saxofones.
Com a mudança da companhia da Checoslováquia para a Alemanha, Julius se mostrou mais interessado em promover seu produto através da Europa e mundo. Seu primeiro passo no segmento dos "stencils' foi dado em 1949,  data a qual a J.K. começou a fabricar os corpos de saxofones para Dörfler & Jörka.
Para atingir seu objetivo Keilwerth inciou o desenvolvimento de novas versões de seus modelos Toneking e New King, e ainda no mercado europeu a J.K. mantinha boas relações com a Selmer, fato que levou a fabricação do "Selmer Bundy" e "Selmer Bundy Special" na década de 1950. Ambos os modelos não foram produzidos como modelos profissionais, porém são bem conceituados entre saxofonistas do mundo inteiro.
A Keilwerth desenvolveu também um modelo estudante e um intermediário para a companhia Inglesa Boosey & Hawkes. Novas pesquisas indicam que esses saxofones foram produzidos em pequenas quantidades, sendo que nem mesmo a J.K. sabe quantos saxofones foram montados, e em quais datas.

### Keilwerth e Armstrong
Em 1965 a J.K. fabricou o mais famoso de seus "stencis" o H. COUF, nome dado em homenagem ao presidente da W. T. Armstrong, Herb Couf.
Herb e Josef Keilwerth assinaram um contrato de fidelidade onde a J.K. produziria saxofones para a Armstrong até 1987.
Os modelos produzidos na Alemanha pela J.K. foram:
- H. Couf Superba I - Modelo baseado no Toneking
- H. Couf Superba II - Modelo baseado no Toneking Special
- Royalist - Modelo baseado no New King.

Os modelos Superba I e Superba II eram considerados modelos profissionais, apresentando a chave do Fá# agudíssimo. 
O Royalist foi lançado como modelo intermediário, sem o Fá# agudíssimo. O modelo Royalist foi produzido também pela italiana Borgani na mesma época. 
Os saxofones Armstrong Heritage e o 3070 eram construídos ainda utilizando os moldes do Superba II da J.K. como base, porém esses instrumento não eram mais produzidos na J.K.
Os modelos H. Couf produzidos a partir de 1987, como 3200 e o Royalist II não eram mais fabricados pela Julius Keilwerth.

### Outros Stencils
Além da Armstrong e Selmer a J.K. fabricou saxofones para outras empresas tais como:
- King Tempo saxophones
- DJH Modified Saxophones
- Buffet Expression
- Major
- Martelle
- Crestone
- Roger
- Jubilee
- Academy
- Troubadour
- Vincent Albert

## Trompetes, Trombones e outros
A Julius Keilwerth é mundialmente conhecida por seus saxofones, mas por quase 40 anos a J.K. produziu e comercializou instrumentos da família dos metais também, principalmente trompetes e trombones.
No ano de 1955, a J.K. começou a produzir seus primeiros trompetes, trombones, cornets e flugelhorns. em 1958 a J.K. já possuía catálogos em inglês para atingir o mercado americano. Os modelos produzidos na época eram De Luxe, Toneking e Super de Luxe.
Na década de 1960 a J.K manteve os nomes dos modelos de 1950, e em 1970 o foco da J.K. em trombones, trompetes e outros instrumentos diminuiu, mas a empresa ainda produziu estes instrumentos em menor escala.
Músicos como  Gerd Köthe da banda de rock Joy Unlimited, e Robert Weidmann da Swiss Dixieland Band P.S. Corporation usavam os instrumentos da J.K em suas performances.
Os modelos de trompete, cornet e flugelhorn fabricados na época eram o Toneking, De Luxe 2000 e Super de Luxe 2000, e os modelos de trombone eram o De Luxe e Super de Luxe 2000.
As flautas Böhm em Dó Julius Keilwerth made in USA eram fabricadas na época em Elkhart/EUA para Keilwerth.
Em 1980 a J.K. fabricou pequenos lotes de instrumentos de metais, mas os dados destes são quase inexistentes, existem alguns catálogos da época, mas não há nada conciso sobre números, modelos e datas.

## História moderna da J.K.

### Fase Boosey & Hawkes
A partir de 1970 a empresa colocou maior foco na produção de saxofones. Em 1982 morreu o filho de Julius, Josef Keilwerth. Sua filha Christa e seu filho mais velho Gerhard assumiram o controle da companhia. Após alguns anos o outro filho de Josef, Jochen, se junta aos irmãos.
Em 1989 a companhia foi adquirida pela Boosey & Hawkes, tornando-se assim uma divisão da mesma. Neste ano foi introduzido no mercado o modelo SX90R, o qual foi utilizado pelos jazzistas Branford Marsalis, Courtney Pine, Ernie Watts, Don Wise, James Moody, Ron Holloway, Mike Smith e David Liebman.
Em 1986 a J.K. contratou o saxofonista Peter Ponzol como consultor para atualizar, redefinir e refinar seus modelos para o mercado moderno de saxofones. Essa parceria resultou nos saxofones alto e tenor Modell Peter Ponzol.
Mesmo com a venda da empresa para a Boosey & Hawkes, os dois netos de Julius Keilwerth Gerhard e Jochen continuaram a trabalhar na J.K., sendo que em 2007 Gerhard Julius Keilwerth deixou a companhia.
Em 1996 o sax tenor da Keilwerth SX90R recebeu o primeiro premio da revista FACHBLATT (maior revista especializada em música da Alemanha), foi considerado pelos leitores "O instrumento de sopro preferido por músicos". Neste mesmo ano a Schreiber se fundiu com a J.K., e passou a comercializar instrumentos sobre o nome W. Schreiber & Söhne.
Em 1997 uma seção da Keilwerth foi inaugurada na IAJE (International Association of Jazz Educators), em Atlanta, Georgia. A seção foi representada pelos músicos Mike Smith, Dave Liebman, Ernie Watts, James Moody, e Nick Brignola.
Em 2003 o companhia passou a integrar o Music Group, um conglomerado de empresas ligadas a fabricação de instrumentos e acessórios musicais. Em 2006 o Music Group foi dissolvida, e a Schreiber & Keilwerth foi criada. Em março de 2010 as empresas se separaram novamente.

### Fase Buffet Group
Em 01 de agosto de 2003 a Julius Keilwerth foi adquirida pela Buffet Crampon, e em 2010 a Buffet Crampon se tornou BUFFET GROUP.
A J.K. é atualmente uma divisão do grupo Buffet e fabrica instrumentos em Markneukirchen, Alemanha, suas produção de acessórios esta distribuída para outros países como E.U.A., Japão, Europa, China e Taiwan.
As versões de saxofones fabricadas na fase moderna da Julius Keilwerth são:
- SX90 e CX90: Fabricados na Alemanha pela Julius Keilwerth.
- EX90 series I: Fabricado na Alemanha pela Julius Keilwerth.
- EX90 series II: Fabricado na Alemanha pela Julius Keilwerth.
- EX90 series III: Fabricado na Alemanha pela Julius Keilwerth. Montado e finalizado pela Amati na República Checa
- ST90 series I: Fabricado na Alemanha pela Julius Keilwert.
- ST90 series II: Fabricado na Alemanha pela Julius Keilwert. Montado e finalizado pela Amati na República Checa
- ST90 series III: Fabricado em Taiwan.
- ST90 series IV: Fabricado em Taiwan pela KHS Musical Instruments
- MKX: Fabricado na Alemanha pela Julius Keilwerth.

Os modelos "EX" ("Exklusiv") exclusivo, apresentavam "engraves" mais bem elaborados na campana, chaves adicionais, acabamento em madrepérola,  "drawn" e  "rolled" "tone holes".
O modelo de sax alto SX90 chegou a ser fabricado na década de 1990 com corpo reto.
Em 2009 visando atender todos os mercados de saxofones estudante, intermediário e profissional; De soprano a baixo, a Julius Keilwerth dividiu seus modelos da seguinte maneira:
O ST90 estudante, o EX90 intermediário, e o SX90, CX90, SX90R profissionais.
O SX90R  apresenta "tone holes" soldados, oque difere da maior parte dos saxofones do mercado atual.
A partir de 2012 o saxofonista e endorse da J.K. desde 1989, Al Maniscalco se tornou o gerente de desenvolvimento da Julius Keilwerth. Em 2013 ele foi responsável pelo desenvolvimento e lançamento da nova linha de saxofones MKX.
Desde 2014 Jérôme Perrod é o CEO da Buffet Group.

## Curiosidades

### Graslitz e Kraslice
A cidade da República Checa, (antiga Checoslováquia) pode ser chamada das duas maneiras, esse fato também é notado nos instrumentos da J.K., sendo os dois tipos de grafia encontrados nas campanas de seu instrumentos.
Os instrumentos com a gravura Graslitz na campana são instrumentos fabricados pela própria J.K. até de 1945, já os com a gravura Kraslice são instrumentos pós-guerra fabricados pela J.K. e Amati a partir de 1945.

### Toneking 3000
O Toneking 3000 foi um trompete fabricado pela J.K. com o formato de um saxofone. Seu modelo era baseado no Normaphon, instrumento inventado por Richard Oskar Heber em 1900, e produzido até 1935.
A ideia pareceu interessante para época, mas o Toneking 3000 era uma verdadeira esquisitice, pois seu formato característico tornava o instrumento um grande desafio ao trompetista na execução das músicas. Sua produção foi limitada a 100 unidades entre 1982 e 1986. Hoje o trompete é um item raro presente apenas em algumas coleções particulares.

### Richard Keilwerth
A empresa de clarinetes montada pelo pai de Julius, Johann Keilwerth em 1920 na Checoslováquia existe até Hoje. Originalmente chamada apenas de Keilwerth, a atual empresa se chama Richard Keilwerth Musik-GmbH & Co.
Richard assumiu a companhia em 1945 enquanto ainda trabalhava para a Amati, e em 1951 assim como muitas companhias de Krasclice a R.K. foi nacionalizada. No mesmo ano a família se mudou para Gelnhausen e montou uma nova oficina, agora fabricando clarinetes flautas e saxofones.
Em 1972 os filhos de Richard, Adolf e Erich Keilwerth assumiram a companhia, e em 1990 Thomas Keilwerth, fabricante de instrumentos e especialista em computação entra na companhia, e em 2006 assume o cargo de gerente geral de produção.

### Max Keilwerth
Max Keilwerth era o irmão mais novo de Julius. Max nasceu em 1898, e assim como Julius, Max aprendeu o oficio de Luthier com o pai em Kraslice, vindo a se aprimorar na profissão com  senhor Franz Than alguns anos depois. Assim como Julius, Max começou trabalhando em casa, ele finalizava e montava os instrumentos de Oscar Adler.
Em 1923 Max foi o responsável pela montagem da divisão de saxofones da fabricante F.X. Hüller em Kraslice. Alguns anos depois Max já possuía seu próprio negócio, e fornecia saxofones para a Oscar Adler e F.X. Hüller.
De acordo com o historiador Alemão Uwe Ladwig, Max Keilwerth fabricava seus instrumentos com a "trademark" Mars, ele também estampava as palavras Pure Tone Trade Mark em seus saxofones, e utilizava um sino como logo.
Logo após a Segunda Guerra, Max Keilwerth mudou-se para o oeste da Alemanha, e lá trabalhou para  Hohner Musikinstrumente em Trossingen. Neste período ele ajudou a desenvolver o Hohner President, e foi responsável pelo departamento de saxofones da empresa de 1949 até sua aposentadoria em 1967.

### Gerhard Julius Keilwerth
Bisneto de Johann, neto de Julius e filho de Josef.
Gerhard Keilwerth foi responsável pela J.K desde o falecimento de seu pai de 1982 até 2007, época que deixou a gerência da Julius e voltou as origens, montou uma pequena oficina em Nauheim, Alemanha, e passou a trabalhar em seus próprios saxofones, reparando e construindo. Gerhard chamou sua nova companhia de G.K., e baseado em seus mais de 40 anos fabricando instrumentos na J.K. ele desenvolveu e lançou o sax alto e tenor com o nome New Toneking. O New Toneking é fabricado pela Amati em Kraslice, local onde era a fábrica original de seu bisavô, e finalizado na oficina da G.K..
Em 24 fevereiro de 2012 Gehard faleceu aos 67 anos, e a companhia passou a ser comandada pelo seu filho Christopher Keilwerth.
A G.K. existe até hoje e fabrica os saxofones desenvolvidos por Gehard.

## Serial Numbers (1925-2007)
| Serial | Ano de Fabricação |
| 1      | 1925-1930         |
| 1101   | 1931              |
| 1701   | 1932              |
| 2501   | 1933              |
| 3501   | 1934              |
| 5001   | 1935              |
| 7001   | 1936              |
| 9001   | 1937              |
| 11001  | 1938              |
| 13501  | 1939              |
| 16001  | 1940              |
| 17501  | 1941              |
| 18501  | 1942              |
| 19101  | 1943              |
| 19601  | 1944              |
| 19601  | 1945              |
| 20001  | 1946              |
| 20001  | 1947              |
| 20100  | 1948              |
| 20101  | 1949              |
| 20351  | 1950              |
| 20751  | 1951              |
| 21351  | 1952              |
| 22151  | 1953              |
| 23151  | 1954              |
| 23351  | 1955              |
| 24751  | 1956              |
| 27751  | 1957              |
| 30751  | 1958              |
| 33751  | 1959              |
| 36751  | 1960              |
| 39751  | 1961              |
| 42751  | 1962              |
| 45751  | 1963              |
| 48751  | 1964              |
| 49801  | 1965              |
| 54751  | 1966              |
| 57751  | 1967              |
| 60751  | 1968              |
| 63751  | 1969              |
| 65601  | 1970              |
| 67451  | 1971              |
| 69301  | 1972              |
| 71151  | 1973              |
| 73001  | 1974              |
| 74451  | 1975              |
| 75901  | 1976              |
| 77351  | 1977              |
| 78801  | 1978              |
| 80251  | 1979              |
| 81701  | 1980              |
| 83151  | 1981              |
| 84601  | 1982              |
| 86051  | 1983              |
| 87501  | 1984              |
| 88951  | 1985              |
| 90401  | 1986              |
| 91426  | 1987              |
| 92451  | 1988              |
| 93476  | 1989              |
| 94501  | 1990              |
| 96001  | 1991              |
| 97251  | 1992              |
| 99001  | 1993              |
| 100751 | 1994              |
| 102501 | 1995              |
| 104251 | 1996              |
| 106001 | 1997              |
| 107901 | 1998              |
| 110501 | 1999              |
| 114850 | 2000              |
| 123500 | 2001-2007         |